# 激情唱响
《激情唱响》原名“唱响中国”，是辽宁卫视购买英国《X音素》（The X Factor）版权而引进的一档歌唱真人秀比赛节目，2011年
第一季共播10集，2011年7月28日首播，2011年9月30日总决赛，冠军是来自四川省成都市的李尚尚。
第二季共播10集，2012年7月12日首播，2012年9月13日总决赛，冠军是来自辽宁省丹东市的陈禹蒙。
第三季版权移交给湖南卫视主办，湖南卫视将其改名为《中国最强音》。

## 第一季（2011年）

### 简介
- 主持人：大左
- 导师：阿朵、陈羽凡、柴智屏
- 加油大使：何洁VS叶一茜（北京赛区）、刘惜君（广州赛区）、马天宇VS王筝（沈阳赛区）、薛之谦（上海赛区）、王啸坤（成都赛区）、付辛博（西安赛区）

### 结果
第一季全国9强选手
| 名次 | 选手     | 籍贯                 | 导师   | 赛区     | 组别         |
| ---- | -------- | -------------------- | ------ | -------- | ------------ |
| 冠军 | 李尚尚   | 四川省成都市         | 陈羽凡 | 成都赛区 | 18岁-24岁组  |
| 亚军 | 苗音组合 | 贵州省台江县         | 柴智屏 | 成都赛区 | 组合组       |
| 季军 | 傅羽     | 山东省               | 阿朵   | 北京赛区 | 25岁及以上组 |
| 殿军 | 大春子   | 河南省郑州市         | 阿朵   | 西安赛区 | 25岁及以上组 |
| 第五 | 贾剑龙   | 广西壮族自治区南宁市 | 陈羽凡 | 北京赛区 | 18岁-24岁组  |
| 第六 | 吴子璇   | 安徽省合肥市         | 陈羽凡 | 上海赛区 | 18岁-24岁组  |
| 第七 | 吴家怿   | 广东省湛江市         | 阿朵   | 广州赛区 | 25岁及以上组 |
| 第八 | Queena   | 北京市               | 柴智屏 | 沈阳赛区 | 组合组       |
| 第九 | V_Young  | 广东省               | 柴智屏 | 广州赛区 | 组合组       |

其他选手：钟蒙修、王博文、艾怡良、陈芳语、伍可歆、苏晴、张薪瑞、刘宇光、B51造声乐团、炫声乐团、Soul Sister

### 后期发展
- 冠军李尚尚，签约索尼唱片，2013年10月23日发行首张专辑《穷游》[3]；
- 季军傅羽，签约北京UBT唱片公司，2013年发行3首单曲《给最深爱的人》《永恒的星辰》《慈爱》；
- 第九v_yong组合成员饶威，参加2013湖南卫视快乐男声获得全国第七名，现为天娱传媒签约艺人。

## 第二季（2012年）

### 简介
- 主持人：大左
- 导师：林依轮、叶蓓、陈羽凡
- 加油大使：何洁（北京赛区）、陈楚生（广州赛区）、柳岩（沈阳赛区）、尚雯婕（上海赛区）、王铮亮（成都赛区）、李霄云（西安赛区）

### 结果
第二季全国9强选手
| 名次 | 选手     | 籍贯                 | 导师   | 赛区     | 组别         |
| ---- | -------- | -------------------- | ------ | -------- | ------------ |
| 冠军 | 陈禹蒙   | 辽宁省丹东市         | 陈羽凡 | 沈阳赛区 | 25岁及以上组 |
| 亚军 | 郭伟     | 辽宁省鞍山市         | 陈羽凡 | 沈阳赛区 | 25岁及以上组 |
| 季军 | Herose   | 广西壮族自治区南宁市 | 叶蓓   | 北京赛区 | 组合组       |
| 殿军 | 米可     | 四川省成都市         | 林依轮 | 成都赛区 | 18岁-24岁组  |
| 第五 | 钟伟强   | 香港特别行政区       | 陈羽凡 | 广州赛区 | 25岁及以上组 |
| 第六 | 李雪     | 北京市东城区         | 林依轮 | 北京赛区 | 18岁-24岁组  |
| 第七 | JustPaly | 上海市               | 叶蓓   | 上海赛区 | 组合组       |
| 第八 | 宾俊杰   | 湖南省衡阳市         | 林依轮 | 上海赛区 | 18岁-24岁组  |
| 第九 | 戏子组合 | 广东省               | 叶蓓   | 西安赛区 | 组合组       |

其他选手：曾鹏彪、尤利娅、T.R.I组合、郑康淳

### 后期发展
- 冠军陈禹蒙，签约索尼唱片[4]；
- 第五钟伟强，后参加2013中国好声音第二季；
- 第八宾俊杰，后参加2013湖南卫视中国最强音获得全国第10名。